# Матрики (богини)
Ма́трики (санскр. मातृका, IAST: mātṝkā, буквально «относящийся к матери») — в индуизме обобщённое имя божественных матерей. Они представлены супругами богов, которыми являются Вишну, Шива, Брахма и другие божества. Хотя в индуизме встречается большое или вообще неопределённое число «матерей», в наибольшей степени почитается «саптаматрика» (санскр. सप्तमातृका, IAST: Saptamātr̥kā) или семь божественных матерей.
Выражением «матрика» или «саптаматрика» в целом могут обозначать культ богини-матери, который существовал ещё в период Индской цивилизации, о чём свидетельствует сохранившаяся печатка с изображением обнажённой богини, стоящей между ветвями смоковницы. У ног богини располагаются семь женщин-прислужниц. Считается, что группа богинь имеет неарийское происхождение. До пост-ведийского периода они считались безымянными. В народном поверье бытует мнение, что богини обладают опасным и непредсказуемым характером, а также способны насылать болезни и несчастья. В средневековом индуизме становятся олицетворением силы (шакти) различных божеств.
В индуизме обычно упоминаются и изображаются Брахмани, Махешвари, Каумари, Вайшнави, Варахи, Индрани (Аиндри) и Камунди (Чамунда), хотя существуют и другие имена богинь. Иногда упоминается не семь, а восемь богинь («аштаматрика»), к ним относятся все перечисленные, а также Махалакшми. Поклонение саптаматрике распространено в Южной Индии, в то время как аштаматрика почитается в Непале. Они часто изображаются вместе в указанном порядке вместе с Вирабхадрой и Ганешей, исполняющими роль их охранников. Во время поклонения порядок перечисления матрик может меняться в зависимости от цели ритуала. К примеру, чтобы победить врага, Брахмани помещают в центр, а для увеличения потомства — Камунди.
Первое упоминание о саптаматрике встречается в Маркандея-пуране, которая датируется между 400 и 600 годами. Описание богинь приведено также в других пуранах, таких как Вараха-пурана или Матсья-пурана. Культ матрик обрёл популярность к VII веку и вошёл в жизнь храмов, посвящённых богине (Дурге) и Шиве, с IX века. В современном индуизме культ матрик играет первостепенную роль в шактизме и тантризме. В частности, в шактизме их характеризуют как помощниц великой Шакти-деви в борьбе с демонами. В «Дэви-махатмья» их описывают как отряд воительниц, произведённых богами для помощи Деви в её борьбе с асурами.

## Супруги богов[10]
| Образ | Имя                         | Супруг           | Дерево       | Вахана                        | Описание |
| ----- | --------------------------- | ---------------- | ------------ | ----------------------------- | --- |
|       | Брахмани (Brahmāṇī, Brāhmī) | Брахма           | Бутея        | Хамса (лебедь)                | Четыре лица и сияющее подобно золоту тело, четыре или шесть рук, в которых держит малу, петлю, Камандалу, лотос, книгу, колокольчик |
|       | Чамунда (Cāṃuṇḍā)           | Шива             | Кальпаврикша | Труп человека, сова или шакал | Воплощение энергии шакти самой Деви, её отождествляют с Кали или Бхайрави, чёрного цвета, четыре руки и три глаза, в руках держит дамару, тришулу, меч, панапатру, у неё три глаза, исхудавшее тело, измождённое лицо, изображается обнажённой, украшена гирляндой черепов или мужских голов, пояс из отрезанных рук |
|       | Махешвари (Māheśvarī)       | Шива             | Кальпаврикша | Нандин                        | Белого цвета с тремя глазами, с четырьмя или шестью руками, держит тришулу, дамару, акшамалу, панапатру (сосуд с водой), топор или меч или копьё, антилопу или капалу, украшена змеями как браслетами, ожерельями и гирляндами, в волосах полумесяц, волосы собраны в Джата-мукуту                                   |
|       | Каумари (Kaumarī)           | Сканда           | Смоковница   | Павлин                        | С четырьмя, шестью, двенадцатью руками, держит копьё, топор, лук, поднос (сосуд) с серебряными монетами, на голове корона Кирита-мукута, как и Амбика, может изображаться во главе армии матрик |
|       | Вайшнави (Vaiṣṇavī)         | Вишну            | Раджаврикша  | Гаруда                        | Чёрного или тёмно-синего цвета, с четырьмя или шестью руками, держит атрибуты Вишну (Сударшану и шанкху, Каумодаки, лотос, лук, меч), руки могут показывать мудру благословения и мудру бесстрашия, изображается украшенной ожерельями, браслетами, на голове корона Кирита-мукута                                   |
|       | Варахи (Vārāhī)             | Вараха (или Яма) | Кальпаврикша | Слон или буйвол               | Лицо вепря цвета грозовой тучи, от четырёх до восьми рук, держит данду (посох), стрекало, ваджру, меч, плуг, панапатру, иногда колокольчик, чакру, чамару и лук, на голове корона Каранда-мукута |
|       | Нарасимхи (Nārasiṃhī)       | Нарасимха        | нет          | Лев                           | Лицо льва, держит атрибуты Вишну (Сударшана и шанкха) |
|       | Индрани (Indrāṇī, Aindrī)   | Индра            | Кальпаврикша | Слон Айравата                 | Тёмного цвета, имеет два, три или тысячу глаз, с двумя, четырьмя или шестью руками, держит ваджру, гоуд или анкушу, петлю, лотос, украшена браслетами, ожерельями, на голове корона Кирита-мукута |
|       | Винаяки (Vināyakī)          | Ганеша           | нет          | Мышь                          | Лицо слона, две или четыре руки, атрибуты как у Ганеши, держит меч и петлю (или вину), руки показывают мудру благословения и мудру бесстрашия |

## Мифология

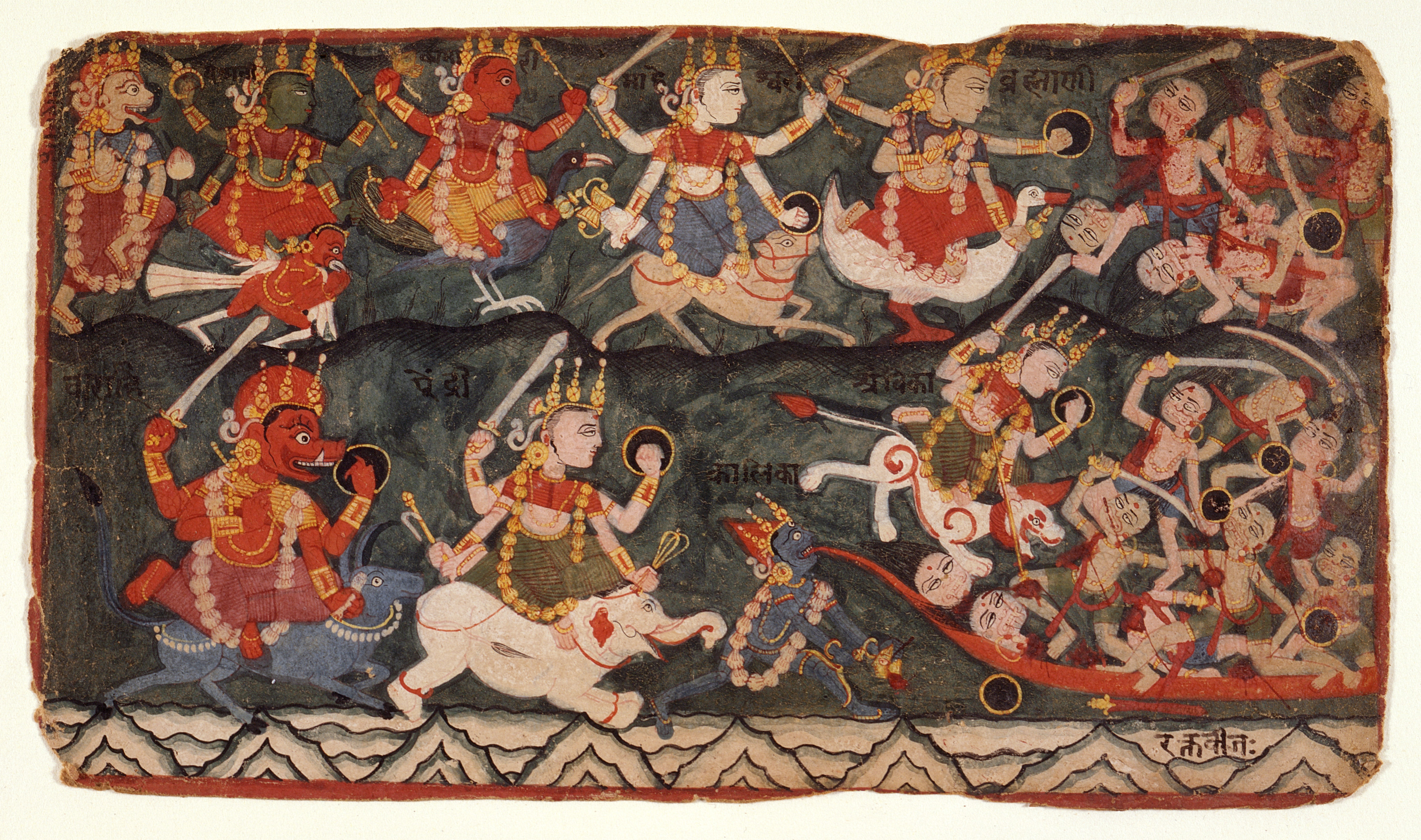
Богиня Амбика ведёт в сражение восемь матрик против демона Рактабиджа. Акварель XVIII века, Непал. Из коллекции Музея искусств округа Лос-Анджелес

Сохранились различные пуранические истории, связанные с происхождением матрик. Все они относятся к традиции шиваизма. По одному из мифов, матрики представляют собой воплощение энергий (шакти) Шивы, Индры и других божеств. Изначально они были рождены для битвы и победы над демоническими силами. Однако в скульптурных изображениях они представлены как доброжелательные, сострадательные и утончённые богини. Считается, что саптаматрика, в первую очередь, связана с Шивой. Их имена указывают на то, что они рождены из Брахмы, Вишну и других божеств. В одной из историй Шива и Вишну решили объединиться, чтобы победить асура Андхака. Однако тот казался непобедимым: из каждой капли его крови, упавшей на землю, возникал новый демон. Тогда Шива и Вишну создали семь матерей, чтобы они им помогли. Богини выпивали капли крови, не позволяя им коснуться земли, что позволило Шиве убить Андхаку.
«Матсья-пурана» излагает альтернативную версию той же истории. Когда Шива попал стрелой в демона Андхакасура, из его тела хлынула кровь, от которой родились тысячи андхакасуров. Из их ран появлялись и умножились новые демоны. Для борьбы с ними Шива создал божественных матерей, чтобы они выпили их кровь. Богини внушали асурам ужас и трепет, однако крови было так много, что они не могли с ней справиться, и демоны вновь стали множиться. Шива обратился за помощью к Вишну, который сотворил богиню Сушку Ревати, которая в одно мгновение поглотила кровь всех асуров, в результате чего те были полностью уничтожены.
Другая история о рождении саптаматрики изложена в «Вамана-пуране». Между богами и асурами шла битва. Когда асуры Чанда и Мунда были убиты, на поле битвы явился демон Рактабиджа вместе с колесницами, слонами, конницей и пехотой. Увидев армию демонов, Каушики и Кали издали громкий звук и из их ртов появились Махешвари и Брахмани. Из льва Махешвари вышла Каумари, сидевшая на павлине и державшая копьё. Вайшнави родилась из руки Каумари, она сидела на Гаруде и сжимала в руках раковину, диск, булаву, меч, лук и стрелы. Из неё вышла Варахи верхом на Шеша-наге (змее), а из её сердца появилась Нарасимхини с острыми когтями. Из её стоп, в свою очередь, возникла Чамунда.

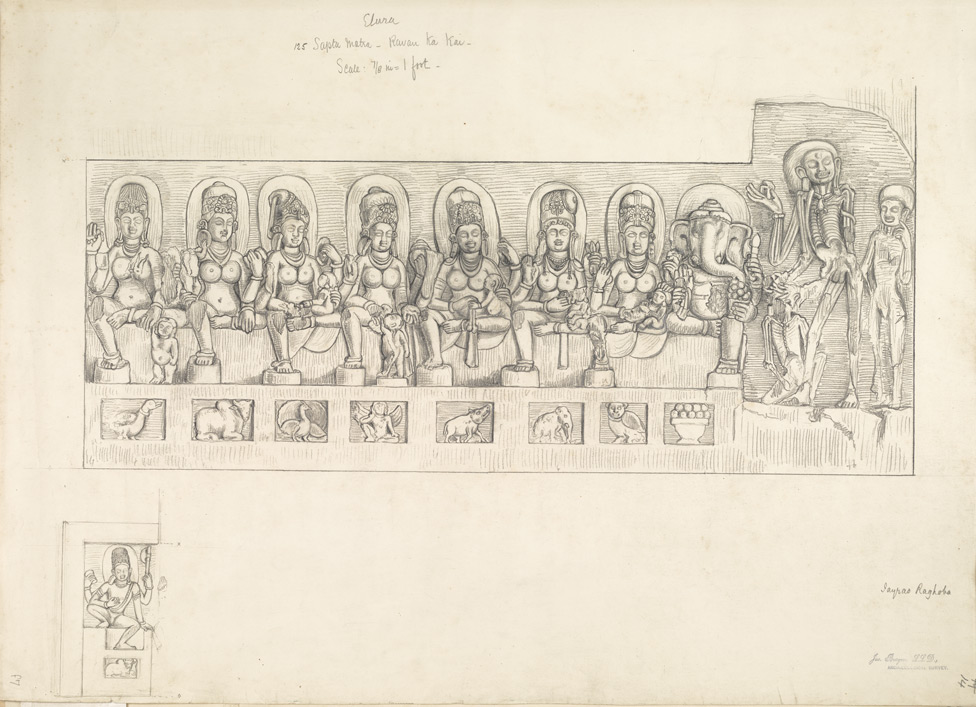
Карандашная зарисовка саптаматрики из храмовой пещеры Эллоры (№ 14), 1876 год

Символика саптаматрики тесно связана с сакральным числом семь. В ведийские времена считалось, что вселенная состоит из семи миров, имеющих семь хранителей. Колесница солнечного бога Сурьи также приводится в движение упряжкой из семи лошадей. Число семь принималось за основную единицу измерения жизни. Однако в «Вараха-пуране» говорится, что божественных матерей всего восемь и к ним относится богиня Йогишвари (Yogeswari). Так зовут энергию Шивы, возникшую из вышедшего из его рта пламени. В некоторых пуранах утверждается, что матрики представляют собой восемь негативных ментальных качеств, а сами матрики олицетворяют гневные силы. В частности, Йогишвари — страсть, Махешвари — гнев, Вайшнави — алчность, Брахмани — гордыню, Каумари — невежество, Индрани — придирчивость, Чамунда — лживость.
Кроме того, саптаматрика ассоциируется с жёнами семерых риши (саптариши). В таком случае шесть из них считаются матерью Сканды и имеют благой характер. Однако «Махабхарата» содержит историю о том, что богини-матрики (число их неопределённо) были посланы Индрой на место рождения Сканды, чтобы убить его. Но при виде ребёнка в них проснулись материнские чувства, и они попросили его принять их в качестве матерей. Подобные мифы отражают процесс включения неарийских богинь в пантеон индуизма и интеграции аборигенных божеств, которые становятся защитниками дхармы.

## Иконография матрик
На изображениях матрики имеют похожие лица и тела, но различаются ездовыми животными. Их представляют сидящими или стоящими, часто в окружении детей, находящихся рядом с ними или сидящих на коленях. Иногда рядом с матриками можно увидеть изображение бога Ганеши. Ездовым животным Брахмани является лебедь, Махешвари — Нанди, Каумари — павлин, Вайшнави — Гаруда, Варахи — бык, Индрани — слон и Камунди — мертвое тело или сова. Их изображают с несколькими руками, число которых варьируется от двух до двенадцати. Некоторые из богинь представлены тремя-пятью образами с разным набором атрибутов в руках. Как правило, в руках они держат те же атрибуты, что и их мужские ипостаси. Вайшнави держит Сударшану, Каумодаки, шанкху и цветок лотоса. Индрани несёт с собой громовую стрелу Индры и т. д. Канонические изображения семи матерей можно увидеть в храмах Галагнатха, Раванапхади и Вирупакши в Айхоле, а также в пещере № 14 комплекса Эллора.

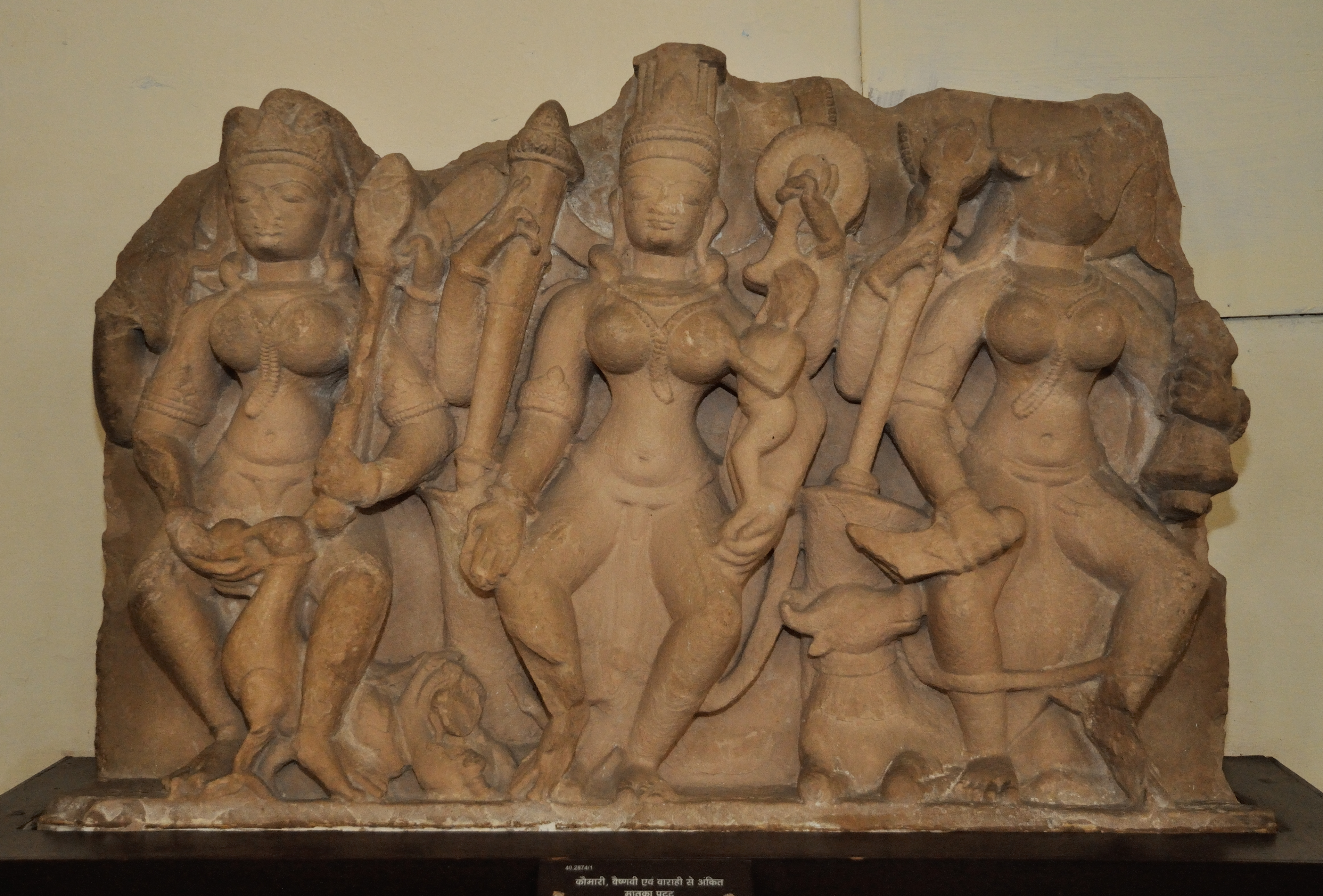
Барельеф с тремя матриками, IX век. Из коллекции Государственного музея Матхуры

Первые скульптурные изображения божественных матерей относятся к III веку до нашей эры. Это одиночные изваяния, представляющие безымянную богиню. В последующем они становятся частью пантеона индуизма и интегрируются с популярными мужскими божествами. В начале первого тысячелетия нашей эры матрики объединяются в групповой культ, представленный саптаматрикой или семью богинями.
В период Гандхара (с I по V век) произошло становление иконографического образа матрики. Скульпторы максимально старались приблизить изображение божественных матерей к человеческому образу. Их внешний вид демонстрирует эстетическую зрелость и божественное очарование. Считается, что в период Гандхара матрики стали изображаться вместе с Ганешей.
На период Гуптов (с IV по VII век) приходится «золотой век» скульптурного искусства. Изображения матрик достигает художественного расцвета. Каменные изображения божественных матерей превосходно вырезаны с потрясающей элегантностью. Их отличительной чертой являются вьющиеся по платью волосы, которые подчёркиваются линиями одежды, повторяющими форму женского тела. Лица матрик говорят об их безмятежном состоянии духа. В период Гуптов произошли стилистические изменения: женские лица стали более овальными, тела более стройными, а драпировки — более прозрачными. Верхнее веко увеличилось в размере, в результате чего большие глаза стали подобны лотосам. Лица стали чувственными благодаря полным губам.
В периоды Гурджара-Пратихара и Чанделла (с VIII по XII век) скульптуры матрик стали ещё более выразительными. Пик искусства Чанделла пришёлся на 950-е годы. Лучшие образы матрик представлены в храмах Деви Джагадамба (Devi Jagadamba) в Каджурахо (24°51′12″ с. ш. 79°55′11″ в. д.) в честь Парвати и там же Читрагупта Вамана (Chitragupta Vamana) в честь бога Солнца (24°51′16″ с. ш. 79°55′12″ в. д.). Хотя культ матрик достигает своего апогея, качество изобразительного искусства начинает снижаться. Художественная глубина и выразительность уступают полноте религиозных атрибутов.
Развитие иконографии матрик
|                                                                               |                                             |                                                                  |                                                                   | |
| Танцующий Шива с матриками, Скандой и Ганешей. Пещерный храм в Айхоле, VI век | Матрики в пещерном храме Эллоры, VIII-X век | Саптаматрика, X век. Из коллекции Музея искусств Востока (Турин) | Саптаматрика, XI век. Из коллекции Музея искусств Востока (Турин) | Саптаматрика, Карнатака периода Хойсала, XII-XIII век. Из коллекции Художественной галереи Нового Южного Уэльса |

В период Чалукья (с XI по XIII век) образы матрик создавались мастерами Гуджарата и западного Раджастана. Божественные матери богато украшены: драгоценные украшения, широкое ожерелье на шее, священная нить и серьги-диски для ушей являются отличительными чертами периода Чалукья. В тот же период матрики стали окончательно отождествляться с культом Шивы. Об этом свидетельствует изображение саптаматрики в окружении Шивы и Ганешы в храмовых пещерах Эллоры. Каждая матрика получила своё собственное ездовое животное (вахану).
В периоды Паллавов, Чола и Пандья (с VII по XIII век) образы матрик оказались под сильным южноиндийским влиянием. Они приобрели стройные формы и вытянутые рельефные лица. Мастера стали уделять одежде минимальное внимание. Фокус переносится на внешние украшения: высокая мукута (корона) увеличила высоту изображения, а широкие браслеты акцентируют внимание на ногах и руках.
Образы божественных матерей представляют собой бесценное сокровище индийского изобразительного искусства. Скульптуры представляют матрик как заботливых и внимательных матерей, которые контрастируют с пугающими и свирепыми мифическими историями. В некоторых композициях богини предоставлены с детьми, которые либо стоят рядом, либо сидят на их коленях. Их лица излучают красоту, умиротворение и благоговение, хотя воинственные атрибуты богинь сохраняются. Контраст представляет собой уникальную особенность скульптурных изображений саптаматрики. Гневные и воинственные формы в иконографической традиции матрик претерпели радикальную трансформацию. Индийские мастера основывались на убеждении, что искусство должно быть красивым и вдохновляющим, в результате чего ужасные образы превращались в обаятельные и привлекательные фигуры. Кроме того, мастера скульптур руководствовались желаниями своих покровителей-заказчиков, раджей и местных правителей. Каждый из них желал оставить о себе свидетельства изысканности и великолепия. Единственное исключение составляли две матрики, всегда имевшие оттенок свирепости и ужаса, — костлявая Чамунда и Варахи с лицом кабана.

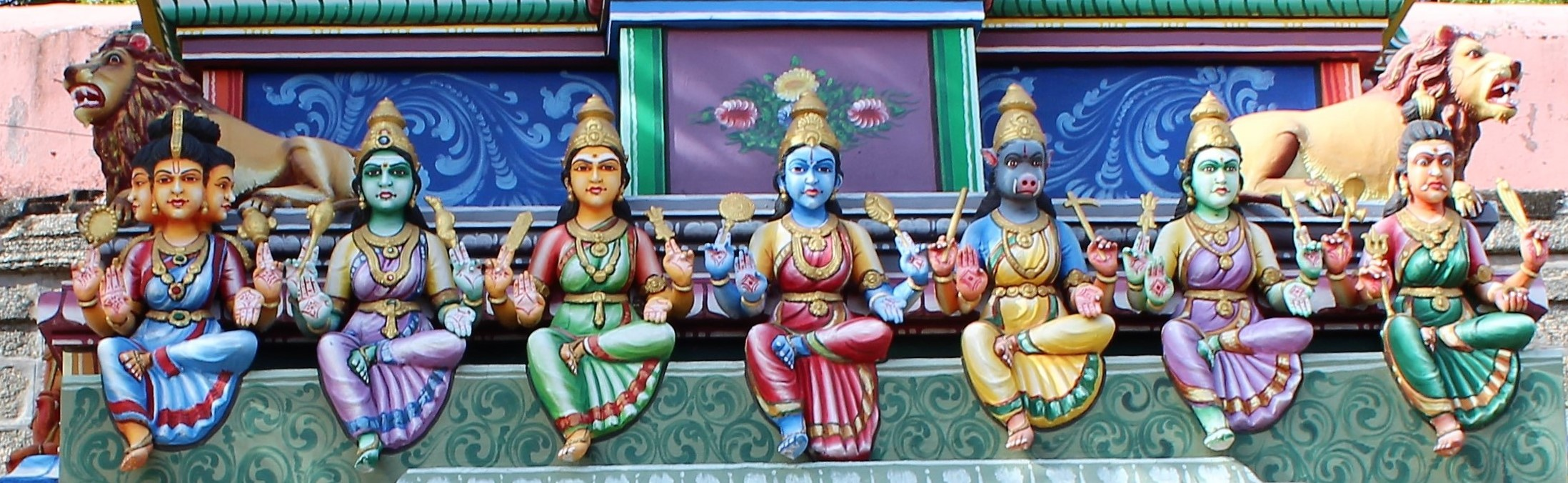
Матрики в храме Храм Ниливанешвара в Тераппайнжили (Тамилнад)

## Поклонение матрикам

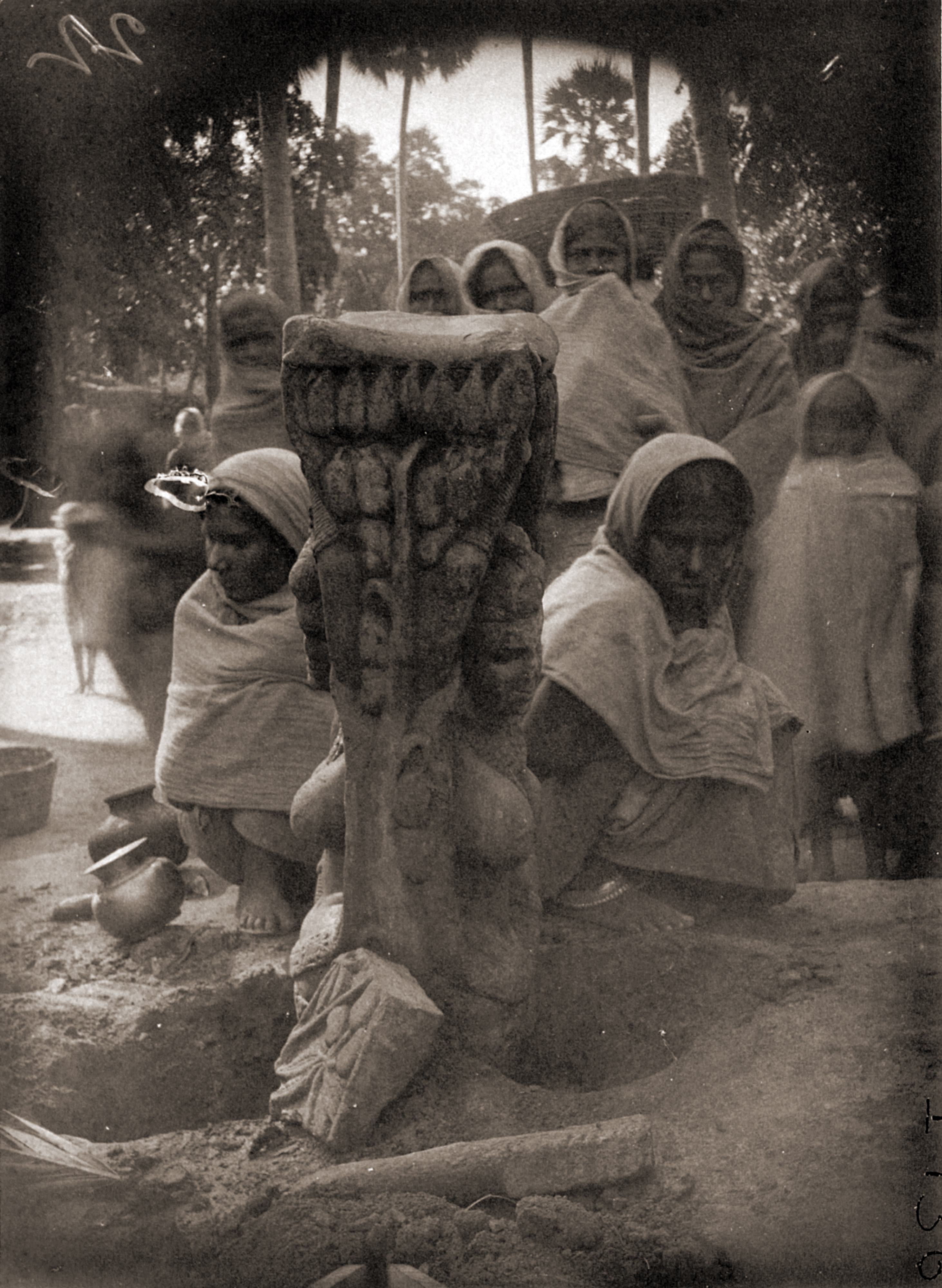
Фотография 1895 года возле города Патна: женщины раскапывают древнее изваяние матрик

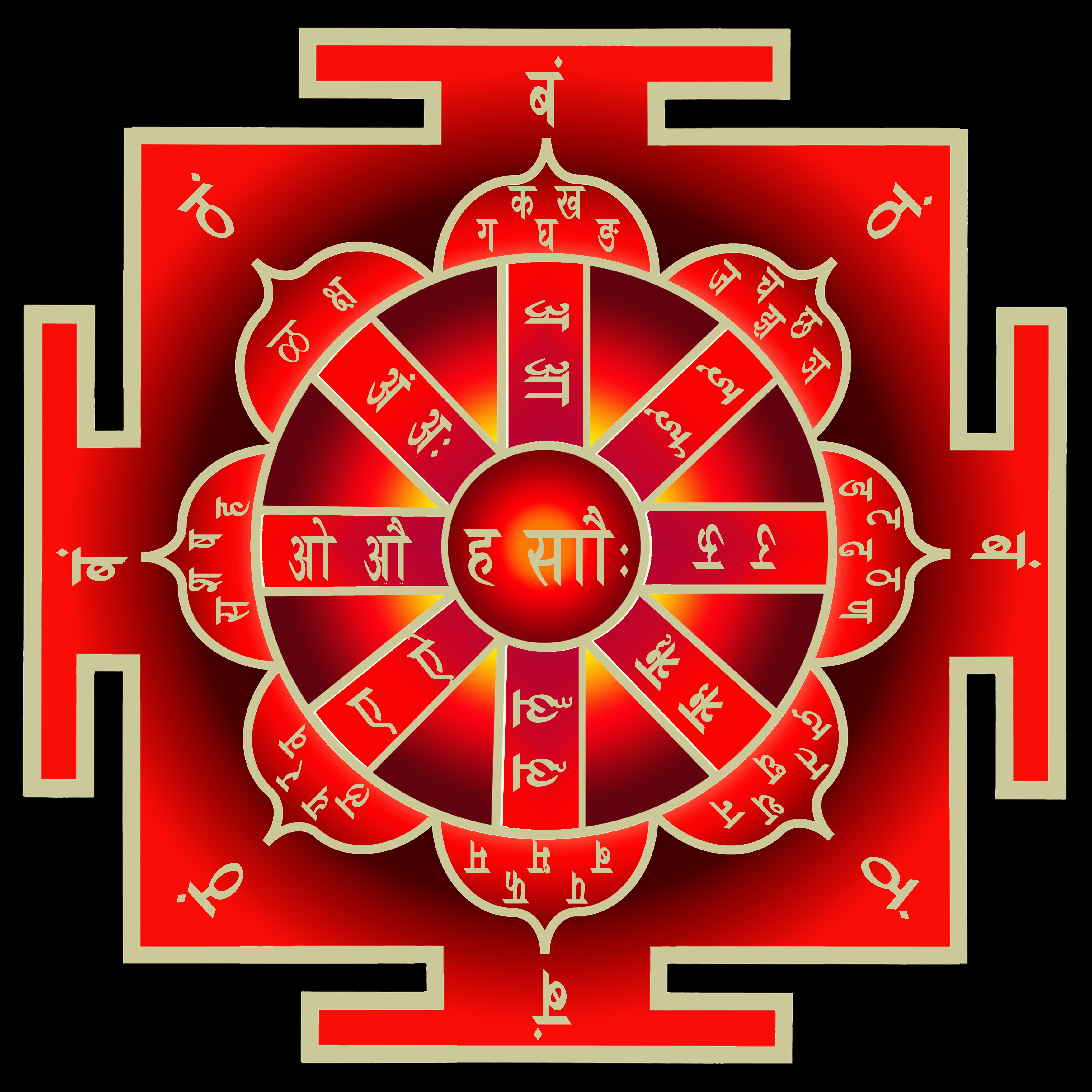
Мандала семи божественных матерей

О характере поклонения матрикам сохранились отрывочные сведения. Профессор кафедры религиоведения Университета Конкордия Лесли Орр полагает, что ритуалы в честь саптаматрики впервые появились в Южной Индии в VIII веке. Им были посвящены храмы, однако в последующем роль богинь понизилась до «паривара-девата» (parivāra-devatās) Шивы или его божественного окружения, то есть спутниц или свиты. Их изображения переместились из святилищ в уголки и на стены храмовых комплексов. Начиная с X века матрики считаются хранителями и их самостоятельный культ сохранился только в небольших деревенских святынях. В настоящее время саптаматрике поклоняются как саптаканьякам (санскр. साप्तकन्यका, sāpta-kanyakā IAST, «семь дев») в южноиндийских храмах Шивы. Их образы приблизились к небесным нимфам или апсарам. Однако в отдельных местах культ матрик всё ещё процветает. В частности, в храме Челлиамман (Chelliamman Koil, Selliyamman temple) в деревне Аламбаккам (Тиручирапалли, Тамилнад, 10°55′42″ с. ш. 78°57′42″ в. д.). Когда-то храм был построен в честь саптаматрике, однако в последующем на его месте возник храм Дурги. Известен храм Саптаматрика (Sapthamathruka Temple, 12°19′18″ с. ш. 76°36′15″ в. д.) в Майсуре, посвящённый семи божественным матерям.
В современной Индии святыни в честь саптаматрики расположены в нежилой местности. Обычно их святилища устраивают возле озёр или рек. Деревенские образы матрик носят символический характер, ими могут быть семь тёмных камней, выкрашенных в красный цвет или завёрнутых в красное сари. Народная молва приписывает матрикам неуравновешенный характер. Считается, что они могут навредить беременным и новорождённым, если женщины не задабривают их свадебными нарядами и молитвами. Известный автор книг по индийской мифологии Девдатт Паттанаик отмечает: «культ семи матерей обнаруживается по всей Индии… Им поклоняются беременные женщины и кормящие матери. Когда богини злятся, они бесплодны и беспомощны, а у новорожденных возникают болезни. Когда они умиротворены, они наделяют детей здоровьем и счастьем». Саптаматрике поклоняются женщины, имеющие проблемы с зачатием, а также беременные, боящиеся выкидышей, и матери больных детей. Ритуалы проводятся в день новолуния и посвящены, как правило, 64 йогиням. Богини представлены символическими кучками из рисовой муки или орехами ареки (плодами пальмы ареки). Богиням предлагают подношения в виде фрукты и цветов, а также чтения мантр. Пуджа матрикам может являться составной частью большой пуджи на праздник Дивали, символизирующего победу добра над злом. Кроме того, почитание 16 матрик стало одним из элементов пуджи в честь богини Дурги, поскольку матрики считаются её проявлением.
Ритуальное поклонение матрикам
|                                               |                                                                     |                                                |                                                                               |
| Деревенское святилище семи матерей в Тамилнад | Мурти семи матерей в закоулке храма Ратнагиришвара (Шивы), Тамилнад | Алтарь семи богинь в храм Саптаматрика, Майсур | Современная инсталляция: Дурга и семь божественных матерей, Западная Бенгалия |

Архаические ритуалы глубоко укоренились в традиции индуизма. В ритуалах Ганеше иногда поклоняются вместе с двумя матриками, а Сканде — с шестью. Матрики воспринимаются как неразлучные спутницы Шивы и его вспомогательные энергии. В целом в индуизме женщины не обладают независимостью от мужчин. Групповые культы, такие как матрики, махавидьи, йогини и дакини, являются исключением. Они заняли особое место в индийской традиции. Ортодоксальный индуизм обычно дистанцируется от них, считая женские культы тантрическими.